# 정담 정려비
정담 정려비(鄭湛 旌閭碑)는 대한민국 경상북도 영덕군 창수면 인량리에 있는 정려비이다. 1999년 12월 30일 경상북도의 문화재자료 제380호로 지정되었다.

## 개요
정려비는 국가에서 미풍양속을 권장하기 위해 충신, 효자, 열녀 등 모범이 되는 사람을 표창하고자 세우는 비로, 이 비는 정담 선생의 충절을 기리고 있다.
정담(1548∼1592)은 선조 16년(1583) 무과에 급제하여 이탕개의 변에 공을 세우고 여러 벼슬을 거쳐 선조 25년(1592)에 김제군수가 되었다. 이 해 임진왜란이 일어나, 금산을 거쳐 전주를 점령하려는 일본군을 맞이하여 웅치에서 끝까지 방어하여 적의 진격을 막았으나, 싸움 도중에 45세의 나이로 전사하였다.
비의 형태는 받침돌 위에 비몸을 세우고 용머리가 조각된 머릿돌을 얹은 모습이다. 처음에는 마을 가운데에 목비(木碑)로 세웠다가, 정조 5년(1782) 마을 앞 길가에 석비(石碑)로 다시 세운 것이다.

## 참고 문헌
- 정담정려비 - 국가유산청 국가유산포털